# Аранский язык
Ара́нский язы́к — диалект гасконского (вариант окситанского языка, принадлежащего к группе романских языков и распространённого на юге Франции), на котором говорят в долине Валь-д’Аран в автономной области Каталония, Испания. Имеет официальный статус в Каталонии и с 1984 года изучается в школах. Около 90 % жителей долины понимают его и 65 % могут на нём говорить. Большинство аранцев могут также свободно говорить на каталанском, испанском и французском языках.